# Lachendorf
Lachendorf est une commune de l'arrondissement de Celle (Land de Basse-Saxe, Allemagne).

## Géographie
La commune regroupe les quartiers de Bunkenburg, Gockenholz, Jarnsen et Lachendorf.

## Histoire

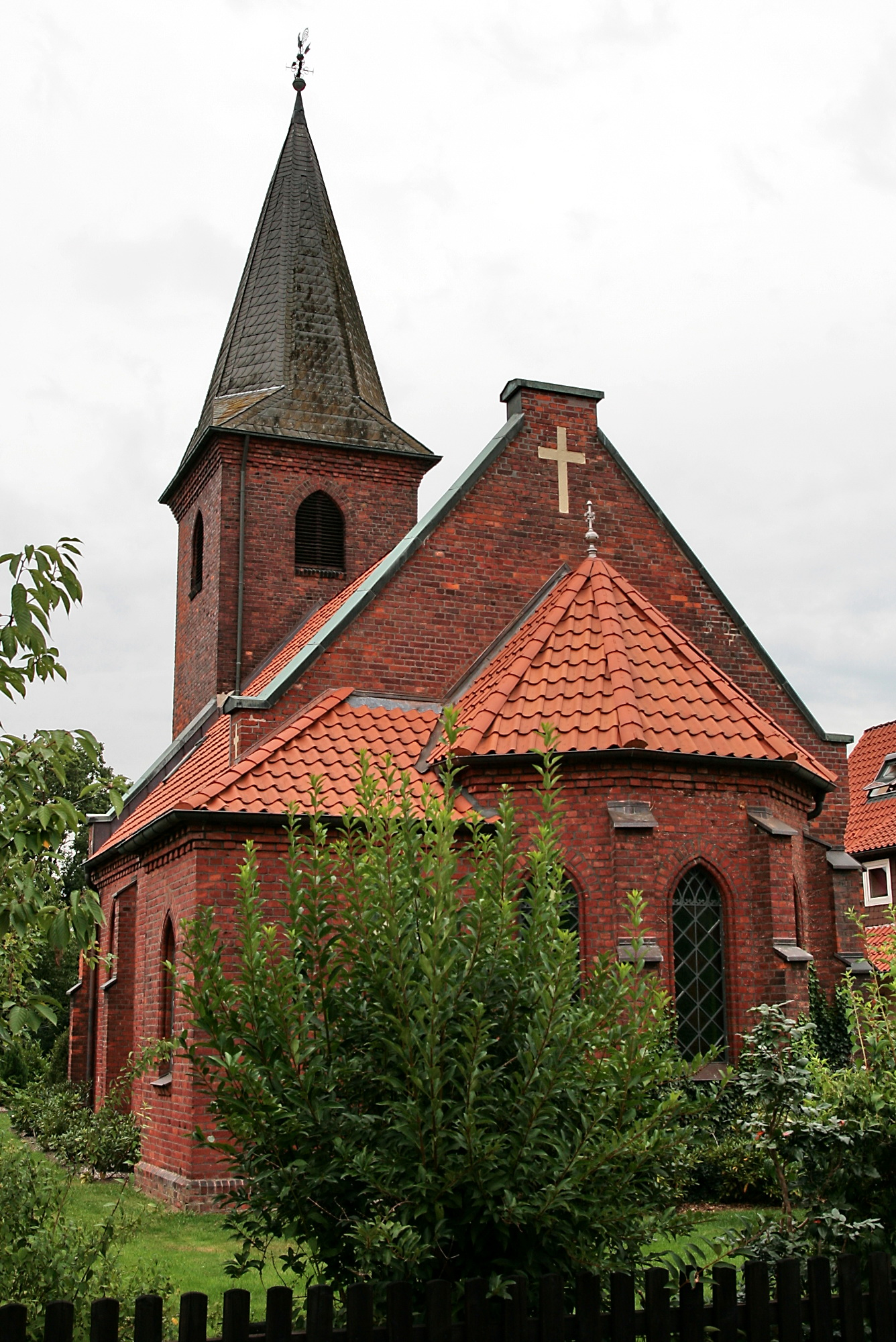
Église de Lachendorf, début XXe siècle

Des fouilles ont révélé que les premiers habitants se sont installés aux âges de pierre et de bronze sur les bords de la Lachte.
La première mention écrite du village date de 1353 sous le nom de "Lachtendorp" ou "Lachendorp" comme possession de Guillaume II de Brunswick-Lunebourg.
En 1538, Ernest Ier de Brunswick-Lunebourg fait installer une fabrique de papier sur la Lachte (de). Se créeront aussi de cette façon une autre fabrique à Walsrode et une troisième à Bomlitz qui deviendront l'entreprise Wolff Walsrode (de).
En 1845, l'atelier devient une véritable usine. Elle fait venir de la population à Lachendorf. En 1904, une déviation est faite de l'usine vers la ligne Celle–Wittingen (de).
L'église catholique Saint-Raphaël est construite en 2006.

## Économie
L'usine de fabrication de papier Drewsen Spezialpapiere fabrique des papiers spécialisés.
L'autre employeur est l'entreprise trickWILK qui effectue la restauration et la numérisation de bobines de films 16 et 35 mm.

## Personnalités liées à la commune
- Wilhelm Trumann, arrière-grand-père du président américain Harry S. Truman[1]
- Heinrich Severloh, soldat de la Seconde Guerre mondiale, surnommé «la bête d'Omaha Beach».
- Konstantin Rausch, footballeur allemand.

## Jumelage
- Bricquebec (France).

## Source, notes et références
1. ↑   germanoriginality.com

- (de) Cet article est partiellement ou en totalité issu de l’article de Wikipédia en allemand intitulé « Lachendorf » (voir la liste des auteurs).